# Дрекуля-Бандулуй
Дрекуля-Бандулуй (рум. Drăculea Bandului) — село у повіті Муреш в Румунії. Входить до складу комуни Банд.
Село розташоване на відстані 278 км на північний захід від Бухареста, 19 км на північний захід від Тиргу-Муреша, 58 км на схід від Клуж-Напоки, 145 км на північний захід від Брашова.

## Населення
За даними перепису населення 2002 року у селі проживали 156 осіб.
Національний склад населення села:
| Національність | Кількість осіб | Відсоток |
| -------------- | -------------- | -------- |
| румуни         | 124            | 79,5%    |
| угорці         | 32             | 20,5%    |

Рідною мовою назвали:
| Мова      | Кількість осіб | Відсоток |
| --------- | -------------- | -------- |
| румунська | 127            | 81,4%    |
| угорська  | 29             | 18,6%    |